# Mieczysław Borowczyk
Mieczysław Borowczyk (ur. 26 września 1937 w Wielkiej Kloni, zm. 28 czerwca 2023 w Słupsku) – polski polityk, poseł na Sejm PRL IX kadencji.

## Życiorys
Syn Antoniego i Gertrudy. W 1961 uzyskał tytuł zawodowy magistra inżyniera rolnictwa w Wyższej Szkole Rolniczej w Szczecinie. Od 1963 do 1964 był wiceprezesem Rejonowej Spółdzielni Ogrodniczo-Pszczelarskiej w Sławnie. Następnie pracował w administracji rolnej – jako zastępca dyrektora Wydziału Rolnictwa, Gospodarki Żywnościowej i Leśnictwa Urzędu Wojewódzkiego, a następnie wiceprezes Wojewódzkiego Związku Rolniczych Spółdzielni Produkcyjnych w Słupsku. Był też dyrektorem Wojewódzkiego Ośrodka Postępu Rolniczego w Strzelinie. Do Zjednoczonego Stronnictwa Ludowego wstąpił w 1980. Był członkiem prezydium Wojewódzkiego i Gminnego Komitetu ZSL. Działał też w Związku Młodzieży Socjalistycznej i Zrzeszeniu Studentów Polskich. W latach 1985–1989 pełnił mandat posła na Sejm PRL IX kadencji w okręgu Słupsk z ramienia ZSL. Zasiadał w Komisji Górnictwa i Energetyki oraz w Komisji Nauki i Postępu Technicznego.
Otrzymał Medal 40-lecia Polski Ludowej.
Pochowany 1 lipca 2023 w Sławnie.